# Paya Meuligo
Paya Meuligo is een bestuurslaag in het regentschap Aceh Timur van de provincie Atjeh, Indonesië. Paya Meuligo telt 1037 inwoners (volkstelling 2010).